# Kåre Santesson
Kåre Santesson, född 19 september 1928 i Adolf Fredriks församling, Stockholm, död 1 februari 2025 i Åkersberga, Stockholms län, var en svensk skådespelare, filmproducent och regissör. Han var son till Gerd och arkitekten Olle Santesson samt barnbarn till Henrik Santesson.

## Filmografi

### Roller
- 1951 – Sköna Helena
- 1954 – Gula divisionen
- 1955 – Våld
- 1969 – Solens barn
- 1973 – Skotten i Sandarne
- 1974 – Någonstans i Sverige (TV-serie)
- 1974 – Kvarteret Oron (TV-serie)
- 1976 – Drömmen om Amerika
- 1978 – Bomsalva
- 1983 – Öbergs på Lillöga (TV-serie)
- 1983 – Midvinterduell
- 1983 – Profitörerna (TV-serie)
- 1984 – Två solkiga blondiner
- 1984 – Pengarna gör mannen
- 1986 – Skuggan av Henry (TV-serie)
- 1986 – Kunglig toilette
- 1989–1991 – Tre kärlekar (TV-serie)
- 1991 – Den goda viljan (TV-serie)
- 1993 – Pariserhjulet
- 2007 – Vaniljdrömmar

### Regi
- 1965 – Janus
- 1968 – Pygmalion
- 1969 – Tigerlek

### Producent
- 1963 – Ett drömspel

## Teater

### Regi (ej komplett)
| År   | Produktion                        | Upphovsmän                                | Teater                    |
| ---- | --------------------------------- | ----------------------------------------- | ------------------------- |
| 1958 | Festen snart förbi                | Axel Strindberg                           | Borås kretsteater         |
| 1960 | Om jag ville... Si je voulais...  | Paul Géraldy och Robert Spitzer           | Borås kretsteater         |
| 1963 | Värdshusvärdinnan La locandiera   | Carlo Goldoni                             | Fästningsspelen i Varberg |
| 1967 | Alltid på en onsdag Any Wednesday | Muriel Resnik Översättning Guje Lagerwall | Lilla teatern             |
| 1967 | Minimaxerna Les Maxibules         | Marcel Aymé                               | Uppsala-Gävle Stadsteater |
| 1968 | Misantropen Le misanthrope        | Molière                                   | Uppsala-Gävle Stadsteater |
| 1970 | Skandalen                         | Lars Björkman                             | Örebroensemblen           |
| 1983 | Gisslan The hostage               | Brendan Behan Översättning Kåre Santesson | Stockholms stadsteater    |

### Roller (ej komplett)
| År   | Roll                     | Produktion                                                                  | Regi                | Teater                   |
| ---- | ------------------------ | --------------------------------------------------------------------------- | ------------------- | ------------------------ |
| 1955 |                          | Babels torn Lars Helgesson                                                  | Lars Barringer      | Upsala-Gävle stadsteater |
| 1956 |                          | Boyfriend (The Boy Friend) Sandy Wilson                                     | Lars Barringer      | Upsala-Gävle stadsteater |
| 1956 | Victor                   | Skuggan av Mart Stig Dagerman                                               | Lars Barringer      | Upsala-Gävle stadsteater |
| 1958 | Odysseus                 | För vindens skull (Une fille pour du vent) André Obey                       | Lars Barringer      | Upsala-Gävle stadsteater |
| 1959 |                          | Vin och vårlek (Le bon vin de monsieur Nuche) Paul Willems och André Souris | Anita Blom          | Borås kretsteater        |
| 1960 | Jean-Paul Fernois        | Primadonna (Adorable Julia) Marc-Gilbert Sauvajon                           | Gösta Folke         | Lilla Teatern            |
| 1961 | Elie Cardinal            | Tokan (L'Idiote) Marcel Achard                                              | Tom Dan-Bergman     | Lilla Teatern            |
| 1966 | Juan                     | Yerma Federico García Lorca                                                 | Palle Granditsky    | Upsala-Gävle stadsteater |
| 1973 | Heimersson               | IK Kamraterna Sigvard Olsson och Fred Hjelm                                 | Fred Hjelm          | Stockholms stadsteater   |
| 1975 | Doktor Wurm Landshövding | Herr von Hancken Agneta Pleijel                                             | Johan Bergenstråhle | Stockholms stadsteater   |

### Fotnoter
1. ↑  https://www.ratsit.se/19280919-Kare_Santesson_Akersberga/z0c8iNfUjX1V4Ig3nDdZ4H9LAPhAUCgBsGNhSKp2Vy4
2. ↑   https://www.dn.se/familj/till-minne-kare-santesson/
3. ↑   https://www.dn.se/familj/dodsannonser/#/CaseInline/950032
4. ↑  ”Kåre Santesson”. IMDb.com. http://www.imdb.com/name/nm0763496/. Läst 9 juli 2012.
5. ↑  ”Tidningsnotis”. Dagens Nyheter:  s. 16. 13 november 1958. https://arkivet.dn.se/sok/?searchTerm=&fromPublicationDate=1958-11-13&toPublicationDate=1958-11-13. Läst 29 juli 2018.
6. ↑  ”Tidningsnotis”. Dagens Nyheter:  s. 39. 27 november 1960. https://arkivet.dn.se/tidning/1960-11-27/323/39. Läst 29 juli 2018.
7. ↑  Ebbe Linde (13 juli 1963). ”Rokoko i Varberg”. Dagens Nyheter:  s. 7. https://arkivet.dn.se/tidning/1963-07-13/187/7. Läst 28 maj 2018.
8. ↑  Sven Barthel (7 januari 1967). ”Skiljas på amerikanska”. Dagens Nyheter:  s. 10. http://arkivet.dn.se/tidning/1967-01-07/5/10. Läst 5 augusti 2017.
9. ↑  Sven Barthel (8 september 1967). ”Smakfullt clowneri”. Dagens Nyheter:  s. 18. http://arkivet.dn.se/tidning/1967-09-08/243/18. Läst 12 juli 2017.
10. ↑  Sven Barthel (1 november 1968). ”'Misantropen' i smoking blev alltför anekdotisk”. Dagens Nyheter:  s. 18. http://arkivet.dn.se/tidning/1968-11-01/298/18. Läst 12 juli 2017.
11. ↑  Hans Axel Holm (3 december 1970). ”Lars Björkmans nya pjäs: Glesbygdsproblem i pjäs som fungerar”. Dagens Nyheter:  s. 20. https://arkivet.dn.se/tidning/1970-12-03/328/20. Läst 19 januari 2022.
12. ↑  S. B-l (30 september 1955). ”Premiär i Gävle”. Dagens Nyheter:  s. 15. https://arkivet.dn.se/tidning/1955-09-30/265/15. Läst 29 januari 2022.
13. ↑  Hl (17 maj 1956). ”Crazyoperett i Uppsala”. Dagens Nyheter:  s. 14. https://arkivet.dn.se/tidning/1956-05-17/132/14. Läst 29 januari 2022.
14. ↑  ”Tidningsnotis”. Dagens Nyheter:  s. 15. 30 oktober 1956. https://arkivet.dn.se/tidning/1956-10-30/296/15. Läst 29 januari 2022.
15. ↑  Ellson (21 februari 1958). ”'För vindens skull'”. Dagens Nyheter:  s. 16. https://arkivet.dn.se/tidning/1958-02-21/50/16. Läst 29 januari 2022.
16. ↑  ”Tidningsnotis”. Dagens Nyheter:  s. 16. 21 mars 1959. https://arkivet.dn.se/tidning/1959-03-21/78/16. Läst 29 juli 2018.
17. ↑  ”Primadonna”. Musik- och Teaterbiblioteket. https://calmview.musikverk.se/CalmView/Record.aspx?src=CalmView.Performance&id=PERF14387&pos=42. Läst 18 juli 2025.
18. ↑  Sven Barthel (9 januari 1960). ”En riktig primadonna”. Dagens Nyheter:  s. 9. https://arkivet.dn.se/tidning/1960-01-09/11165-7/9. Läst 18 juli 2025.
19. ↑  ”Tokan”. Musik- och Teaterbiblioteket. https://calmview.musikverk.se/CalmView/Record.aspx?src=CalmView.Performance&id=PERF14391&pos=46. Läst 18 juli 2025.
20. ↑  Sven Barthel (5 februari 1966). ”Uppsalateatern spelar Lorca”. Dagens Nyheter:  s. 11. https://arkivet.dn.se/tidning/1966-02-05/11166-34/11. Läst 3 januari 2025.